# La demora
La demora é um filme de drama franco-méxico-uruguaio de 2012 dirigido por Rodrigo Plá.

Foi selecionado como representante do Uruguai à edição do Oscar 2013, organizada pela Academia de Artes e Ciências Cinematográficas.

## Elenco
- Roxana Blanco - María
- Carlos Vallarino - Agustin
- Oscar Pernas - Nestor
- Cecilia Baranda
- Thiago Segovia
- Facundo Segovia